# 路·威廉姆斯
路易斯·泰隆·威廉斯（英語：Louis Tyrone Williams，1986年10月27日—）外號「魯長老」、「板凳豪傑」，出生於美国田納西州孟菲斯，效力過費城76人、亞特蘭大老鷹、多倫多暴龍、洛杉磯湖人、休士頓火箭和洛杉磯快艇。主要擔任替補得分後衛或控球後衛。
威廉斯高中就讀於南谷內郡高中。畢業後直接參加2005年NBA選秀，於次輪第四十五順位為費城七六人選中。在費城效力了七個賽季後，威廉斯在2012年夏天與亞特蘭大老鷹簽約，並在亞特蘭大效力了兩個賽季，隨後又於2014年被交易至多倫多暴龍。
作為一名優秀的得分手，威廉斯在2014–15賽季和2017–18賽季兩度獲選為年度最佳第六人。2019年3月12日，快船主场140-115大胜凯尔特人的比賽中，路·威廉姆斯34分5助攻，超越戴尔·库里成为史上以替补身份得分最多的球员。

## 高中生涯
威廉斯早年就讀於斯內爾維爾市（Snellville）的南谷內郡高中（South Gwinnett High School）。當時的威廉斯已經是全美知名的明星球员，在高四的時候被選為“喬治亞州籃球先生”。作為一名高中生，威廉斯帶領南谷內郡高中打進了5A喬治亞州冠軍賽。在高四那年年底，威廉斯獲得奈史密斯年度最佳球員獎並入選參加麥當勞高中全明星賽。
威廉斯優異的表現使他被Rivals.com評選為五星級別的新秀，2005年被列為全美第三的得分後衛和全美第七的高中生。
高中畢業後，威廉斯原打算和高中隊友麥克·默瑟一同進入喬治亞大學就讀，但由於某些原因，最後他宣布將參加2005年NBA選秀。威廉斯在他的四年高中生涯總共为母校球队贡献了3338分、768篮板、650次助攻以及355次抄截，並成為了喬治亞州高中籃球史上的頭號得分王。

## 職業生涯

### 費城七六人（2005−2012）
高中畢業提早投入選秀卻在第一輪乏人問津。威廉斯一直到第二輪才被費城七六人於第四十五順位選中。當時的七六人有著兩位全明星球員艾倫·艾佛森和克里斯·韋伯擋住自己發揮的空間，威廉斯在新秀賽季中只能被放在板凳上，在30場比賽中場均貢獻1.9分和0.3次助攻。
接下來的2006–07賽季，威廉斯被下放至NBA發展聯盟的沃思堡飛翔者進行磨練。在發展聯盟繳出優異的表現後，因七六人的先發控球後衛艾弗森陷入交易傳聞，威廉斯於2006年12月5日被七六人召回隊上。
在2007–08賽季，威廉斯場均能夠得到11.3分、2.0籃板和3.2助攻。賽季結束後，威廉斯成了一名受限制自由球員，他選擇留在費城並簽下了五年2500萬美元的合約。
2011年東區季後賽首輪的第四戰，威廉斯命中一記反超的三分球幫助七六人以86-82戰勝邁阿密熱火，然而七六人仍於第五戰遭淘汰。
威廉斯在2011–12賽季以替補身份參與了64場比賽，並以場均14.9分成為七六人得分王。他被提名為NBA最佳第六人候選，但在最後评选中仅次於奧克拉荷馬雷霆的詹姆斯·哈登，位列第二位。

### 亞特蘭大老鷹（2012−2014）
2012年7月12日，威廉斯選擇與亞特蘭大老鷹簽約。2013年1月18日，威廉斯在對上布魯克林籃網的比賽中因右膝前交叉韧带撕裂而導致赛季报销。在此之前一共出場了39场比赛，场均能得到14.1分、3.6助攻和2.1篮板。
由於上季韌帶撕裂，威廉斯錯過了2013–14賽季的前幾場比賽。在完成復健療程後，威廉斯於2013年11月20日再次回歸球場，並以替補球員身分攻下6分。2014年4月1日，老鹰迎戰威廉斯前東家費城七六人，威廉斯在第四节关键时刻投进两记三分球外加一记抛投，帮助老鹰在最后时刻甩开七六人并以103-95取胜。

### 多倫多暴龍（2014−2015）
2014年6月30日，亞特蘭大老鷹送出威廉斯和新秀盧卡斯·諾蓋拉的簽約權，從多倫多暴龍換來锋卫摇摆人约翰·萨尔蒙斯和2015年的第二輪選秀權。2014年11月22日，威廉斯在暴龍以110-93擊敗克利夫蘭騎士的比賽中拿下了36分，刷新職業生涯單場得分紀錄。2015年4月20日，威廉斯被選為2015年NBA年度最佳第六人，成為多倫多暴龍隊史第一個獲此殊榮的隊員。

### 洛杉磯湖人（2015−2017）
2015年7月9日，威廉斯與洛杉磯湖人簽下了三年2100萬美元的合約，並於10月28日對上明尼蘇達灰狼的熱身賽中首次在湖人亮相，威廉斯以替補球員身份攻下21分，幫助湖人隊以112-111擊敗灰狼。2016年1月3日，湖人以97-77戰勝鳳凰城太陽，威廉斯取得了賽季新高的30分。五天後，他在湖人117-113敗給奧克拉荷馬雷霆的比賽中拿下了自己職業生涯最高的44分。
2016年12月3日，湖人客场100-103不敌曼菲斯灰熊，威廉斯以替补出战得到40分，其中上半场得到28分，刷新职业生涯半场得分纪录。兩天後，湖人主场对上猶他爵士，威廉斯出场34分钟，攻下38分、6篮板和7助攻，职业生涯首次连续两场比赛至少得到35分。2016年12月9日，湖人主场不敌鳳凰城太阳，威廉斯出场36分钟，得到35分和5篮板。在12月3日和12月9日之間的四场比赛中，威廉斯以替补球員身份出战共拿下了137分，成为聯盟历史上自1970–71賽季以来以替补身份出战连续四场比赛得分最多的球员。

### 休士頓火箭（2017）
2017年2月23日，洛杉磯湖人籃球事務總裁魔術強森將威廉斯交易至休士頓火箭，並換取了柯瑞·布鲁尔及一枚2017年首輪選秀權。當天晚上，威廉斯完成了在火箭的首秀，以替补球員身份出场25分钟，得到了27分，其中三分球11投7中，赛季第26次替补出场至少得到20分，并追平职业生涯单场三分球命中数纪录。2017年3月15日，威廉斯在火箭以139-100大勝湖人的比賽中攻下30分。

### 洛杉磯快艇（2017−2021）
2017年6月28日，休士頓火箭將威廉斯、帕特里克·贝弗利、山姆·德克尔、蒙特雷斯·哈雷爾、達倫·希爾拉德、德安德魯·利金斯、凱爾·維爾傑和一枚2018年首輪選秀權送至洛杉磯快艇，以換取控球後衛克里斯·保羅。2017年11月11日，快艇客场111-120不敌奧克拉荷馬雷霆，威廉斯以替补身份出场39分钟，得到35分、7篮板以及3助攻，成为快艇队史自2009年的迈克·泰勒和2014年的賈邁爾·克勞佛之後近十年来第三位在替补出场的情况下得到至少35分的球员。2018年1月1日，威廉斯在快艇106-98擊敗夏洛特黃蜂的比賽中以替補身份拿下40分。隨後被選為當週的西區最佳球員。
2018年1月11日，快艇於甲骨文體育館對上金州勇士，此戰威廉斯打出生涯代表作，全場27投16中，包括三分球16投8中，10罰全中，狂轟50分和7助攻。不僅是他目前生涯最高得分，同時也是史上第十三位對上勇士拿到至少50分的球員。威廉斯再次被選為當週的西區最佳球員。2018年1月20日，快艇於生活智能家居球館113-125不敌猶他爵士，威廉斯得到31分、7助攻和10抄截，成为聯盟史上自1988年的迈克尔·乔丹後首位单场至少得到30分和10抄截的球员。2018年1月26日，他在快艇擊敗曼菲斯灰熊的比賽中攻下40分，生涯三分球命中数超过拉席德·華勒斯升至历史第79位。

### 亞特蘭大老鷹（2021−2022）
2021年3月25日快艇隊將威廉斯及2個次輪籤送到老鷹隊，換來拉簡·朗多。之後在2023年6月18號退休，結束自己的職業生涯。

## 職業生涯數據

### NBA例行賽數據統計
| 賽季    | 球隊         | GP    | GS  | MPG  | FG%  | 3P%  | FT%  | RPG | APG | SPG | BPG | PPG  |
| ------- | ------------ | ----- | --- | ---- | ---- | ---- | ---- | --- | --- | --- | --- | ---- |
| 2005–06 | 費城七六人   | 30    | 0   | 4.8  | .442 | .222 | .615 | .6  | .3  | .2  | .0  | 1.9  |
| 2006–07 | 費城七六人   | 61    | 0   | 11.3 | .441 | .324 | .696 | 1.1 | 1.8 | .4  | .0  | 4.3  |
| 2007–08 | 費城七六人   | 80    | 0   | 23.3 | .424 | .359 | .783 | 2.1 | 3.2 | 1.0 | .2  | 11.5 |
| 2008–09 | 費城七六人   | 81    | 0   | 23.7 | .398 | .286 | .790 | 2.0 | 3.0 | 1.0 | .2  | 12.8 |
| 2009–10 | 費城七六人   | 64    | 38  | 29.9 | .470 | .340 | .824 | 2.9 | 4.2 | 1.3 | .2  | 14.0 |
| 2010–11 | 費城七六人   | 75    | 0   | 23.3 | .406 | .348 | .823 | 2.0 | 3.4 | .6  | .2  | 13.7 |
| 2011–12 | 費城七六人   | 64    | 0   | 26.3 | .407 | .362 | .812 | 2.4 | 3.5 | .8  | .3  | 14.9 |
| 2012–13 | 亞特蘭大老鷹 | 39    | 9   | 28.7 | .422 | .367 | .868 | 2.1 | 3.6 | 1.1 | .3  | 14.1 |
| 2013–14 | 亞特蘭大老鷹 | 60    | 7   | 24.1 | .400 | .342 | .849 | 2.1 | 3.5 | .8  | .1  | 10.4 |
| 2014–15 | 多倫多暴龍   | 80    | 0   | 25.2 | .404 | .340 | .861 | 1.9 | 2.1 | 1.1 | .1  | 15.5 |
| 2015–16 | 洛杉磯湖人   | 67    | 35  | 28.5 | .408 | .344 | .830 | 2.5 | 2.5 | .9  | .3  | 15.3 |
| 2016–17 | 洛杉磯湖人   | 58    | 1   | 24.2 | .444 | .385 | .884 | 2.3 | 3.2 | 1.1 | .2  | 18.6 |
| 2016–17 | 休士頓火箭   | 23    | 0   | 25.7 | .385 | .315 | .867 | 3.0 | 2.4 | .7  | .4  | 14.9 |
| 2017–18 | 洛杉磯快艇   | 79    | 19  | 32.8 | .435 | .359 | .880 | 2.5 | 5.3 | 1.1 | .2  | 22.6 |
| 2018–19 | 洛杉磯快艇   | 75    | 1   | 26.6 | .425 | .361 | .876 | 3.0 | 5.4 | .8  | .1  | 20.0 |
| 2019–20 | 洛杉磯快艇   | 65    | 8   | 28.7 | .418 | .352 | .861 | 3.1 | 5.6 | .7  | .2  | 18.2 |
| 2020–21 | 洛杉磯快艇   | 42    | 3   | 21.9 | .421 | .378 | .866 | 2.1 | 3.4 | .9  | .1  | 12.1 |
| 2020–21 | 亞特蘭大老鷹 | 24    | 1   | 21.0 | .389 | .444 | .870 | 2.1 | 3.4 | .3  | .1  | 10.0 |
| 2021–22 | 亞特蘭大老鷹 | 56    | 0   | 14.3 | .391 | .363 | .859 | 1.6 | 1.9 | .5  | .1  | 6.3  |
| 生涯    | 生涯         | 1,123 | 122 | 24.1 | .419 | .351 | .842 | 2.2 | 3.4 | .8  | .2  | 13.9 |

### NBA季後賽數據統計
| 賽季 | 球隊         | GP | GS | MPG  | FG%  | 3P%  | FT%  | RPG | APG | SPG | BPG | PPG  |
| ---- | ------------ | -- | -- | ---- | ---- | ---- | ---- | --- | --- | --- | --- | ---- |
| 2008 | 費城七六人   | 6  | 0  | 22.5 | .400 | .222 | .733 | 2.0 | 2.0 | 1.0 | .0  | 12.0 |
| 2009 | 費城七六人   | 6  | 0  | 24.8 | .412 | .375 | .667 | 2.5 | 2.8 | .5  | .2  | 9.7  |
| 2011 | 費城七六人   | 5  | 0  | 26.0 | .327 | .300 | .737 | 1.6 | 3.0 | 1.0 | .0  | 10.8 |
| 2012 | 費城七六人   | 13 | 0  | 27.5 | .352 | .167 | .788 | 2.1 | 3.0 | 1.0 | .0  | 11.5 |
| 2014 | 亞特蘭大老鷹 | 7  | 0  | 19.0 | .380 | .313 | .938 | 2.3 | 1.1 | 1.0 | .1  | 8.3  |
| 2015 | 多倫多暴龍   | 4  | 0  | 25.5 | .314 | .190 | .833 | 1.8 | 1.3 | 1.5 | .0  | 12.8 |
| 2017 | 休士頓火箭   | 11 | 0  | 24.7 | .424 | .308 | .897 | 2.7 | 1.3 | .6  | .1  | 12.5 |
| 2019 | 洛杉磯快艇   | 6  | 0  | 29.3 | .433 | .333 | .829 | 2.8 | 7.7 | .8  | .2  | 21.7 |
| 2020 | 洛杉磯快艇   | 13 | 0  | 26.2 | .425 | .235 | .811 | 3.2 | 4.2 | .8  | .2  | 12.8 |
| 2021 | 亞特蘭大老鷹 | 18 | 2  | 15.4 | .455 | .433 | .963 | 1.4 | 2.2 | .7  | .1  | 7.7  |
| 生涯 | 生涯         | 89 | 2  | 23.3 | .400 | .276 | .820 | 2.2 | 2.8 | .8  | .1  | 11.4 |

## 個人生活
- 2011年12月，威廉斯自稱在費城遭遇搶劫，他表示當時歹徒擋住自己去路並敲打車窗，試圖搶劫威廉斯，但當他搖下車窗後持槍的歹徒認出了威廉斯，並表示自己是他的粉絲。在和歹徒小聊了一下後，他還請了歹徒一份麥當勞套餐並結束了這場驚魂記。[16]

- 威廉斯的好友米克·米爾是一名R&B歌手。威廉斯本人也經常在閒暇時間到米爾的工作室玩音樂。米爾曾有一首名為“I Want It All”的單曲就是在威廉斯位於亞特蘭大的家中進行音樂錄影帶拍攝工作的，威廉斯亦參與演唱這首單曲。[17]

- 他每年暑假都會在南谷內郡高中舉辦籃球夏令營，專門招收那些喜愛籃球的10-16歲少年。威廉斯曾在受訪時表示：“舉辦這個訓練營對我來說意義重大，因為我可以回饋給一個曾為我做了很多事情的社區。”

- 威廉斯擁有兩個女朋友，而且兩人都互相認識。三人經常共同出現在公共場所，甚至一起出遊，其中一位與威廉斯育有兩個女兒，分別是潔達和柔伊。

## 外部連結
- 路·威廉姆斯在NBA（英语）
- 路·威廉姆斯在Basketball-Reference.com（NBA）（英语）
- 路·威廉姆斯在Basketball-Reference.com（NBA G聯盟）（英语）
- 路·威廉姆斯在ESPN（NBA）（英语）
- 路·威廉姆斯在Eurobasket.com（球員）（英语）
- 路·威廉姆斯在RealGM（英语）
- 路·威廉姆斯在Proballers（英语）